# Chelsea Vowel
Chelsea Vowel, qui écrit souvent sous le pseudonyme âpihtawikosisân (syllabique crie : ᐋᐱᐦᑕᐃᐧᑯᓯᓵᐣ , IPA : /aːpɪhtəwɪkosɪsaːn/, c'est-à-dire Métis, lit. "demi-fils"), est une écrivaine et avocate métisse de la région de Lac Ste. Anne, Alberta, dont les travaux portent sur la langue, l'identité de genre et la résurgence culturelle,. Elle a été publiée dans le Huffington Post, The National Post et The Globe and Mail. Co-animatrice du podcast Métis in Space et gestionnaire du compte Twitter IndigenousXca. Vowel a été noté comme un « blogueuse métisse éminente et respectée » et « l'une des plus visibles de [la] nouvelle génération » d'intellectuels métis,.
En 2018, Vowel terminait une maîtrise en études autochtones et était enseignait la langue crie à l'Université de l'Alberta,.

## Éducation
Vowel a obtenu un baccalauréat en éducation de l'Université de l'Alberta en 2000. Après avoir obtenu son diplôme, elle a enseigné à Inuvik, dans les Territoires du Nord-Ouest, avant de revenir pour obtenir un baccalauréat en droit en 2009. Après avoir obtenu son diplôme en droit, elle a déménagé à Montréal, où elle a travaillé auprès de jeunes Inuits qui étaient en famille d'accueil, y compris ceux condamnés en vertu de la Loi sur le système de justice pénale pour les adolescents. En 2016, elle est retournée en Alberta pour commencer un programme de maîtrise en études autochtones à l'Université de l'Alberta,.

## Écriture
En 2014, elle publie deux essais dans la collection The Winter We Danced : Voices From the Past, the Future, and the Idle No More Movement.
En 2016, elle a publié son premier livre, Indigenous Writes: A Guide to First Nations, Métis & Inuit Issues in Canada, un recueil d'essais visant à expliquer les problèmes autochtones dans le contexte canadien aux non-Autochtones,. La collection a été louée pour le « style caustique et les idées astucieuses » de Vowel et comparée favorablement à The Inconvenient Indian de Thomas King. Il a valu à Vowel une nomination pour le Prix du premier livre de l'Université Concordia . Indigenous Writes figurait également sur de nombreuses listes à lire en 2017 et 2018 par la CBC, du Globe and Mail et d'autres publications,
En 2018, Vowel a contribué un poème à l'anthologie critique Refuse: CanLit in Ruins, qui aborde des questions historiques et actuelles de la littérature canadienne,.
En 2019, elle a contribué à l'anthologie de romans graphiques This Place: 150 Years Retold, qui relate les 150 dernières années de colonialisme au Canada à travers les perspectives d'auteurs autochtones acclamés tels que Richard Van Camp et Katherena Vermette,.

## Activisme
Vowel est bien connue pour son travail de promotion de la protection et de préservation des langues autochtones au Canada, critiquant la perception du public selon laquelle les langues autochtones sont en progression et soulignant le risque de disparition de ces langues. Le travail de Vowel a ouvertement appelé à une réforme de l'éducation au Canada et au contrôle autochtone de l'éducation autochtone.
En 2014, Vowel était responsable de la création du jeu vidéo de rôle Idle No More: Blockade. Ce jeu est raconté du point de vue d'une jeune femme crie qui travaille à la défense de la terre traditionnelle, dans l'espoir que les joueurs s'identifient à la lutte des communautés autochtones et qu'ils en apprennent davantage sur le mouvement Idle No More.
En 2018 , OpenCanada a inclus Vowel sur sa liste Twitterati annuelle qui met en lumière le travail des peuples autochtones répondant aux politiques au Canada et à l'étranger.